# سزار افتخاری
سزار افتخاری (فرانسوی: César d'honneur‎) جایزه ملی فیلم فرانسه است. دریافت‌کنندگان جایزه توسط اعضای آکادمی هنر و فناوری سینما برگزیده می‌شوند. فهرست زیر دریافت‌کنندگان جایزه سزار افتخاری از سال ۱۹۷۶ میلادی می‌باشد.

## دریافت کنندگان جایزه

### دهه ۱۹۷۰
| سال  | دریافت‌کننده | دریافت‌کننده               | حرفه                                                     | ملیت                |
| ---- | ----------- | ------------------------- | -------------------------------------------------------- | ------------------- |
| 1976 |             | اینگرید برگمن             | هنرپیشه زن                                               | سوئد                |
| 1976 |             | دایانا راس                | هنرپیشه زن و خواننده                                     | ایالات متحده آمریکا |
| 1977 |             | آنری لانگلوا (پس از مرگش) | Film Archivist و co-founder سینماتک فرانسه               | فرانسه              |
| 1977 |             | ژاک تاتی                  | هنرپیشه مرد، کارگردان و فیلم‌نامه‌نویس                     | فرانسه              |
| 1978 | —           | روبر دورفمن               | تهیه‌کننده فیلم                                           | فرانسه              |
| 1978 |             | رنه گوسینی (پس از مرگش)   | نویسنده، کارگردان، تهیه‌کننده و تدوینگر                   | فرانسه              |
| 1979 |             | مارسل کارنه               | کارگردان و فیلم‌نامه‌نویس                                  | فرانسه              |
| 1979 | —           | چارلز وانل                | هنرپیشه مرد، کارگردان و فیلم‌نامه‌نویس                     | فرانسه              |
| 1979 |             | والت دیزنی (پس از مرگش)   | پویانما، کارگردان، فیلم‌نامه‌نویس، هنرپیشه مرد و تهیه‌کننده | ایالات متحده آمریکا |

### دهه ۱۹۸۰
| سال  | دریافت‌کننده | دریافت‌کننده                | حرفه                                 | ملیت                |
| ---- | ----------- | -------------------------- | ------------------------------------ | ------------------- |
| 1980 | —           | Pierre Braunberger         | تهیه‌کننده، کارگردان و فیلم‌نامه‌نویس   | فرانسه              |
| 1980 |             | لوئی دوفونس                | هنرپیشه مرد، فیلم‌نامه‌نویس و کارگردان | فرانسه              |
| 1980 |             | کرک داگلاس                 | هنرپیشه مرد، کارگردان و تهیه‌کننده    | ایالات متحده آمریکا |
| 1981 |             | مارسل پانیول               | کارگردان و فیلم‌نامه‌نویس              | فرانسه              |
| 1981 | —           | آلن رنه                    | کارگردان، تدوینگر و فیلم‌نامه‌نویس     | فرانسه              |
| 1982 | —           | Georges Dancigers          | تهیه‌کننده فیلم                       | روسیه / فرانسه      |
| 1982 | —           | Alexandre Mnouchkine       | تهیه‌کننده فیلم                       | روسیه / فرانسه      |
| 1982 | —           | Jean Nény                  | متخصص صدا                            | فرانسه              |
| 1982 |             | آندری وایدا                | کارگردان و فیلم‌نامه‌نویس              | لهستان              |
| 1983 | —           | رمو (پس از مرگش)           | هنرپیشه مرد                          | فرانسه              |
| 1984 |             | رنه کلمان                  | کارگردان و فیلم‌نامه‌نویس              | فرانسه              |
| 1984 | —           | Georges de Beauregard      | تهیه‌کننده فیلم                       | فرانسه              |
| 1984 |             | ادویژ فویه                 | هنرپیشه زن و فیلم‌نامه‌نویس            | فرانسه              |
| 1985 | —           | کریستین-ژاک                | کارگردان و فیلم‌نامه‌نویس              | فرانسه              |
| 1985 |             | دانیل داریو                | هنرپیشه زن                           | فرانسه              |
| 1985 | —           | Christine Gouze-Rénal      | تهیه‌کننده و هنرپیشه زن               | فرانسه              |
| 1985 | —           | آلن پواره                  | تهیه‌کننده و فیلم‌نامه‌نویس             | فرانسه              |
| 1986 | —           | موریس ژار                  | آهنگساز                              | فرانسه              |
| 1986 |             | بت دیویس                   | هنرپیشه زن و تهیه‌کننده               | ایالات متحده آمریکا |
| 1986 |             | ژان دولانوا                | کارگردان، فیلم‌نامه‌نویس و تهیه‌کننده   | فرانسه              |
| 1986 |             | René Ferracci (پس از مرگش) | کارگردان هنری و طراح پوستر           | فرانسه              |
| 1986 |             | کلود لنزمن                 | کارگردان فیلک مستند شوآ              | فرانسه              |
| 1987 |             | ژان-لوک گدار               | کارگردان، فیلم‌نامه‌نویس و هنرپیشه مرد | فرانسه / سوئیس      |
| 1988 | —           | Serge Silberman            | تهیه‌کننده و فیلم‌نامه‌نویس             | روسیه / فرانسه      |
| 1989 |             | برنار بلیه                 | هنرپیشه مرد                          | فرانسه              |
| 1989 |             | پل گریمو                   | کارگردان، فیلم‌نامه‌نویس و هنرپیشه مرد | فرانسه              |

### دهه ۱۹۹۰
| سال  | دریافت‌کننده | دریافت‌کننده                   | حرفه                                            | ملیت                |
| ---- | ----------- | ----------------------------- | ----------------------------------------------- | ------------------- |
| 1990 |             | ژرار فیلیپ (پس از مرگش)       | هنرپیشه مرد                                     | فرانسه              |
| 1991 |             | ژان-پیر آمون                  | هنرپیشه مرد و فیلم‌نامه‌نویس                      | فرانسه              |
| 1991 |             | سوفیا لورن                    | هنرپیشه زن                                      | ایتالیا             |
| 1992 |             | میشله مورگان                  | هنرپیشه زن                                      | فرانسه              |
| 1992 |             | سیلوستر استالونه              | هنرپیشه مرد، فیلم‌نامه‌نویس، کارگردان و تهیه‌کننده | ایالات متحده آمریکا |
| 1993 |             | ژان ماره                      | هنرپیشه مرد                                     | فرانسه              |
| 1993 |             | مارچلو ماسترویانی             | هنرپیشه مرد                                     | ایتالیا             |
| 1993 |             | ژرار آوری                     | هنرپیشه مرد، فیلم‌نامه‌نویس و کارگردان            | فرانسه              |
| 1994 |             | ژان کارمه                     | هنرپیشه مرد و فیلم‌نامه‌نویس                      | فرانسه              |
| 1995 |             | ژن مورو                       | هنرپیشه زن، فیلم‌نامه‌نویس و کارگردان             | فرانسه              |
| 1995 |             | گریگوری پک                    | هنرپیشه مرد و تهیه‌کننده                         | ایالات متحده آمریکا |
| 1995 |             | استیون اسپیلبرگ               | کارگردان، تهیه‌کننده و فیلم‌نامه‌نویس              | ایالات متحده آمریکا |
| 1996 |             | لورن باکال                    | هنرپیشه زن                                      | ایالات متحده آمریکا |
| 1996 |             | آنری ورنوی                    | کارگردان، فیلم‌نامه‌نویس، بازیگر مرد و تهیه‌کننده  | فرانسه              |
| 1997 |             | شارل آزناوور                  | هنرپیشه مرد، آهنگساز، خواننده و فیلم‌نامه‌نویس    | فرانسه / ارمنستان   |
| 1997 |             | اندی مک‌داول                   | هنرپیشه زن                                      | ایالات متحده آمریکا |
| 1998 |             | مایکل داگلاس                  | هنرپیشه مرد و تهیه‌کننده                         | ایالات متحده آمریکا |
| 1998 |             | کلینت ایستوود                 | هنرپیشه مرد، کارگردان، تهیه‌کننده و آهنگساز      | ایالات متحده آمریکا |
| 1998 |             | ژان-لوک گدار (برای دومین بار) | کارگردان، فیلم‌نامه‌نویس و بازیگر مرد             | فرانسه / سوئیس      |
| 1999 |             | پدرو آلمودوار                 | کارگردان، فیلم‌نامه‌نویس، بازیگر مرد و تهیه‌کننده  | اسپانیا             |
| 1999 |             | جانی دپ                       | هنرپیشه مرد و تهیه‌کننده                         | ایالات متحده آمریکا |
| 1999 |             | ژان روشفور                    | هنرپیشه مرد                                     | فرانسه              |

### دهه ۲۰۰۰
| سال  | دریافت‌کننده | دریافت‌کننده              | حرفه                                               | ملیت                |
| ---- | ----------- | ------------------------ | -------------------------------------------------- | ------------------- |
| 2000 |             | ژوزین بالاسکو            | هنرپیشه زن، فیلم‌نامه‌نویس، کارگردان و تهیه‌کننده     | فرانسه              |
| 2000 | —           | ژرژ کراون                | روزنامه‌نگار، تهیه‌کننده فیلم و بنیان‌گذار جوایز سزار | فرانسه              |
| 2000 |             | ژان‌پیر لئو               | هنرپیشه مرد                                        | فرانسه              |
| 2000 |             | مارتین اسکورسیزی         | کارگردان، تهیه‌کننده، فیلم‌نامه‌نویس و بازیگر مرد     | ایالات متحده آمریکا |
| 2001 |             | دری کول                  | هنرپیشه مرد، آهنگساز، فیلم‌نامه‌نویس و کارگردان      | فرانسه              |
| 2001 |             | شارلوت رمپلینگ           | هنرپیشه زن                                         | بریتانیا            |
| 2001 |             | آنیس واردا               | کارگردان و فیلم‌نامه‌نویس                            | فرانسه              |
| 2002 |             | آنوک امه                 | هنرپیشه زن                                         | فرانسه              |
| 2002 |             | جرمی آیرونز              | هنرپیشه مرد                                        | بریتانیا            |
| 2002 |             | کلود ریش                 | هنرپیشه مرد و فیلم‌نامه‌نویس                         | فرانسه              |
| 2003 |             | برنادت لافون             | هنرپیشه زن و کارگردان                              | فرانسه              |
| 2003 |             | اسپایک لی                | کارگردان، تهیه‌کننده، فیلم‌نامه‌نویس و بازیگر مرد     | ایالات متحده آمریکا |
| 2003 |             | مریل استریپ              | هنرپیشه زن                                         | ایالات متحده آمریکا |
| 2004 |             | میشلین پرل               | هنرپیشه زن                                         | فرانسه              |
| 2005 |             | ژاک دوترون               | هنرپیشه مرد، خواننده و آهنگساز                     | فرانسه              |
| 2005 |             | ویل اسمیت                | هنرپیشه مرد، تهیه‌کننده، خواننده و آهنگساز          | ایالات متحده آمریکا |
| 2006 |             | هیو گرانت                | هنرپیشه مرد                                        | بریتانیا            |
| 2006 |             | پیر ریشار                | هنرپیشه مرد                                        | فرانسه              |
| 2007 |             | مارلن ژوبر               | هنرپیشه زن                                         | فرانسه              |
| 2007 |             | جود لا                   | هنرپیشه مرد، تهیه‌کننده و کارگردان                  | بریتانیا            |
| 2008 |             | ژن مورو (برای دومین بار) | هنرپیشه زن                                         | فرانسه              |
| 2008 |             | روبرتو بنینی             | هنرپیشه مرد و کارگردان                             | ایتالیا             |
| 2009 |             | داستین هافمن             | هنرپیشه مرد                                        | ایالات متحده آمریکا |

### دهه ۲۰۱۰ و ۲۰۲۰
| سال  | دریافت‌کننده | دریافت‌کننده                   | حرفه                                                  | ملیت                |
| ---- | ----------- | ----------------------------- | ----------------------------------------------------- | ------------------- |
| ۲۰۱۰ |             | هریسون فورد                   | هنرپیشه مرد                                           | ایالات متحده آمریکا |
| ۲۰۱۱ |             | کوئنتین تارانتینو             | کارگردان، فیلم‌نامه‌نویس، تهیه‌کننده اجرایی و بازیگر مرد | ایالات متحده آمریکا |
| ۲۰۱۲ |             | کیت وینسلت                    | هنرپیشه زن                                            | بریتانیا            |
| ۲۰۱۳ |             | کوین کاستنر                   | هنرپیشه مرد، کارگردان و تهیه‌کننده                     | ایالات متحده آمریکا |
| ۲۰۱۴ |             | اسکارلت جوهانسون              | هنرپیشه زن                                            | ایالات متحده آمریکا |
| ۲۰۱۵ |             | شان پن                        | هنرپیشه مرد، کارگردان، فیلم‌نامه‌نویس و تهیه‌کننده       | ایالات متحده آمریکا |
| ۲۰۱۶ |             | مایکل داگلاس (برای دومین بار) | هنرپیشه مرد و تهیه‌کننده                               | ایالات متحده آمریکا |
| ۲۰۱۷ |             | جرج کلونی                     | هنرپیشه مرد، کارگردان، فیلمنامه‌نویس و تهیه‌کننده       | ایالات متحده آمریکا |
| ۲۰۱۸ |             | پنه‌لوپه کروز                  | هنرپیشه زن                                            | اسپانیا             |
| ۲۰۱۹ |             | رابرت ردفورد                  | هنرپیشه مرد، کاگردان، تهیه‌کننده و کارآفرین            | ایالات متحده آمریکا |
| ۲۰۲۲ |             | کیت بلانشت                    | بازیگر                                                | استرالیا            |